# Chemical Bank
Die Chemical Bank war eines der größten Kreditinstitute der Vereinigten Staaten und bildet den Kern der heutigen JPMorgan Chase.

## Geschichte
Die Chemical Bank entstand 1824 als Tochter der bereits 1823 gegründeten New York Chemical Manufacturing Company, einem Unternehmen der chemischen Industrie zur Herstellung von Basischemikalien, Farben und pharmazeutischen Produkten. Der produzierende Betrieb wurde 1844 eingestellt und das Unternehmen als reine Bank fortgeführt. Im Laufe des nächsten Jahrhunderts wuchs das Geldhaus zu einem der bedeutendsten Institute in ganz Amerika heran und verschaffte sich den Ruf eines soliden Unternehmens, das alle Finanz- und Bankenkrisen seiner Zeit überstand. Unter anderem verleibte sich Chemical in diesem Zeitraum die Citizens National Bank (1920), die Corn Exchange Bank (1954) und die Texas Commerce Bank (1986) ein. Im Jahr 1968 kam es zu einer Neuorganisation, in Folge derer die Chemical Bank unter der Bankholding Chemical New York Corporation eingegliedert wurde. In den späten 1960er und den 1970er Jahren weitete die Bank ihr internationales Geschäft, unter anderem mit der Eröffnung einer Filiale in Frankfurt/Main 1969, aus. Im gleichen Jahr ließ Chemical den ersten amerikanischen Geldautomaten im Großraum New York installieren. 1991 übernahm Chemical die Manufacturers Hanover Corporation. Die beiden Unternehmen stellten zu dieser Zeit die sechst- und neuntgrößten Banken der Vereinigten Staaten nach Einlagen dar. Durch die Übernahme entstand die zweitgrößte Bank nach Citicorp. Die Geschichte des Firmennamens Chemical endete schließlich
1996 mit der Übernahme der Chase Manhattan Bank. Obwohl Chemical das übernehmende Unternehmen war, adaptierte das verschmolzene Institut den Namen Chase, der außerhalb der USA einen höheren Bekanntheitsgrad besaß. Hierdurch entstand das größte Kreditinstitut Nordamerikas. 2001 verleibte sich die neue Chase Bank J.P. Morgan & Co ein und bildete fortan einen Teil der Großbank JPMorgan Chase.
| Chemical Bank Fusionen und Übernahmen ab 1824 |        |               |               |               |               |               |                        |               |               |               |                      |                      |                      |                      |                      |                   |                   |                             |                   |                   |                   |                   |                   |                   |                   |                   |                   |                      |                       |                       |                       |                       |                       |                       |                   |                   |                |
|                                               | 1820er | 1820er        | 1830er        | 1830er        | 1840er        | 1840er        | 1850er                 | 1850er        | 1860er        | 1860er        | 1870er               | 1870er               | 1880er               | 1880er               | 1890er               | 1890er            | 1900er            | 1900er                      | 1910er            | 1910er            | 1920er            | 1920er            | 1930er            | 1930er            | 1940er            | 1940er            | 1950er            | 1950er               | 1960er                | 1960er                | 1970er                | 1970er                | 1980er                | 1980er                | 1990er            | 1990er            | 2000er         |
|                                               |        | Chemical Bank | Chemical Bank | Chemical Bank | Chemical Bank | Chemical Bank | Chemical Bank          | Chemical Bank | Chemical Bank | Chemical Bank | Chemical Bank        | Chemical Bank        | Chemical Bank        | Chemical Bank        | Chemical Bank        | Chemical Bank     | Chemical Bank     | Chemical Bank               | Chemical Bank     | Chemical Bank     |                   |                   |                   |                   |                   |                   |                   |                      |                       |                       |                       |                       |                       |                       | Chase             | Chase             | JPMorgan Chase |
|                                               |        |               |               |               |               |               | Citizens National Bank |               |               |               |                      |                      |                      |                      |                      |                   |                   |                             |                   |                   |                   |                   |                   |                   |                   |                   |                   |                      |                       |                       |                       |                       |                       |                       |                   |                   |                |
|                                               |        |               |               |               |               |               | Corn Exchange Bank     |               |               |               |                      |                      |                      |                      |                      |                   |                   |                             |                   |                   |                   |                   |                   |                   |                   |                   |                   |                      |                       |                       |                       |                       |                       |                       |                   |                   |                |
|                                               |        |               |               |               |               |               |                        |               |               |               |                      | Texas Commerce Bank  |                      |                      |                      |                   |                   |                             |                   |                   |                   |                   |                   |                   |                   |                   |                   |                      |                       |                       |                       |                       |                       |                       |                   |                   |                |
|                                               |        |               |               |               |               |               |                        |               |               |               | Hanover Bank         | Hanover Bank         | Hanover Bank         | Hanover Bank         | Hanover Bank         | Hanover Bank      | Hanover Bank      | Hanover Bank                | Hanover Bank      | Hanover Bank      | Hanover Bank      | Hanover Bank      | Hanover Bank      | Hanover Bank      | Hanover Bank      | Hanover Bank      | Hanover Bank      | Hanover Bank         | Manufacturers Hanover | Manufacturers Hanover | Manufacturers Hanover | Manufacturers Hanover | Manufacturers Hanover | Manufacturers Hanover |                   |                   |                |
|                                               |        |               |               |               |               |               |                        |               |               |               |                      |                      |                      |                      |                      |                   |                   | Manufacturers Trust Company |                   |                   |                   |                   |                   |                   |                   |                   |                   |                      |                       |                       |                       |                       |                       |                       |                   |                   |                |
|                                               |        |               |               |               |               |               |                        |               |               |               |                      |                      |                      |                      |                      |                   |                   |                             |                   |                   |                   |                   |                   |                   |                   |                   |                   | Chase Manhattan Bank |                       |                       |                       |                       |                       |                       |                   |                   |                |
|                                               |        |               |               |               |               |               |                        |               |               |               | Drexel, Morgan & Co. | Drexel, Morgan & Co. | Drexel, Morgan & Co. | Drexel, Morgan & Co. | Drexel, Morgan & Co. | J.P. Morgan & Co. | J.P. Morgan & Co. | J.P. Morgan & Co.           | J.P. Morgan & Co. | J.P. Morgan & Co. | J.P. Morgan & Co. | J.P. Morgan & Co. | J.P. Morgan & Co. | J.P. Morgan & Co. | J.P. Morgan & Co. | J.P. Morgan & Co. | J.P. Morgan & Co. | J.P. Morgan & Co.    | J.P. Morgan & Co.     | J.P. Morgan & Co.     | J.P. Morgan & Co.     | J.P. Morgan & Co.     | J.P. Morgan & Co.     | J.P. Morgan & Co.     | J.P. Morgan & Co. | J.P. Morgan & Co. |                |